# Braväcovo
Braväcovo é um município da Eslováquia, situado no distrito de Brezno, na região de Banská Bystrica. Tem 29,41 km² de área e sua população em 2018 foi estimada em 686 habitantes.

## Demografia
| Ano:        | 1994 | 2004   | 2014   | 2024   |
| ----------- | ---- | ------ | ------ | ------ |
| Broj ljudi: | 745  | 727    | 694    | 647    |
| Razlika:    |      | -2,41% | -4,53% | -6,77% |

| Ano:               | 2023 | 2024   |
| ------------------ | ---- | ------ |
| Número de pessoas: | 649  | 647    |
| Diferença:         |      | -0,30% |